# Захаров, Владимир Андреевич
Владимир Андреевич Захаров (9 сентября 1936 — 15 июля 2024) — советский хозяйственный, государственный и политический деятель.

## Биография
Родился в 1936 году в селе Очаково. Член КПСС с 1961 года. Окончил Московский институт механизации и электрификации сельского хозяйства.
С 1959 г.:
- инженер в колхозе им. Сталина, главный инженер совхоза «Покровский» Покровского района Владимирской области,
- секретарь Петушинского райкома ВЛКСМ,
- второй, первый секретарь Владимирского обкома комсомола,
- первый секретарь Судогодского райкома КПСС,
- 1972—1977 начальник Владимирского областного управления сельского хозяйства,
- 1977—1978 заведующий отделом оргпартработы Владимирского обкома КПСС,
- 1978—1984 первый заместитель председателя Владимирского облисполкома,
- август 1984 — апрель 1985 второй секретарь Владимирского обкома КПСС,
- апрель — декабрь 1985 в аппарате ЦК КПСС,
- 1985—1990 первый секретарь Калмыцкого обкома КПСС,
- 1990—1991 первый секретарь Владимирского обкома КПСС,
- 1991—2000 заместитель генерального директора акционерного общества «ВладимиравтоГАЗсервис»,
- 2000—2004 помощник депутата Госдумы Российской Федерации.

Избирался депутатом Верховного Совета РСФСР 11-го созыва, народным депутатом СССР.
Скончался 15 июля 2024 года в возрасте 87 лет.